# 도솔도서관
도솔도서관은 충청남도 천안시에 있는 공공도서관이다. 중앙도서관(천안)의 분관으로로 시청 부지의 소규모 도서관이다.

## 연혁
- 2008. 12. 23. 천안시중앙도서관 도솔분관 개관

## 시설현황
| 실명         | 면적㎡ | 좌석수 | 용도                                      |
| ------------ | ------ | ------ | ----------------------------------------- |
| 종합자료실   | 249    | 40     | 일반도서 및 정기간행물(신문, 잡지)        |
| 아동열람실   | 196    | 50     | 아동도서 및 유아독서방(수유코너 포함)     |
| 디지털정보실 | 66     | 26     | 학술원문검색, 인터넷검색, DVD 및 VOD 이용 |
| 일반열람실   | 209    | 153    | 개인 독서열람 공간, 디지털(노트북) 열람실 |
| 쉼터         | 80     | 20     | 휴식공간                                  |
| 사무실       | 87     | 21     | 사무실, 도서정리실                        |
| 공용         | 98     | 7      | 종합안내실(도서대출반납 등) 및 로비       |
| 총계         | 985    | 317    | -                                         |

## 이용 안내
이용 시간
- 일반열람실: 매일 08:00 ∼ 22:00
- 종합자료실: 평일 09:00 ∼ 22:00 / 주말 09:00 ∼ 18:00
- 아동열람실/사랑방: 매일 09:00 ∼ 18:00
- 디지털정보실: 평일 09:00 ∼ 20:00 / 주말 09:00 ∼ 18:00